# ورچهه
ورچهه (به انگلیسی: Warcha) یک روستا در پاکستان است که در ناحیه خوشاب واقع شده‌است.